# Olympique Lyonnais 1962-1963
Questa voce raccoglie le informazioni riguardanti l'Olympique Lyonnais nelle competizioni ufficiali della stagione 1962-1963.

## Maglie
Viene confermata la divisa introdotta nella stagione precedente.
| Manica sinistra · Maglietta · Maglietta · Manica destra · Pantaloncini · Calzettoni |

## Rosa
| N. |                    | Ruolo | Calciatore       |
| -- | ------------------ | ----- | ---------------- |
|    | Francia (bandiera) | P     | Marcel Aubour    |
|    | Francia (bandiera) | P     | Pascal Beetschen |
|    | Francia (bandiera) | P     | Jean Sabathier   |
|    | Francia (bandiera) | D     | Jean Camilla     |
|    | Francia (bandiera) | D     | Lucien Degeorges |
|    | Francia (bandiera) | D     | Jean Djorkaeff   |
|    | Francia (bandiera) | D     | Roger Duffez     |
|    | Francia (bandiera) | D     | Aimé Mignot      |
|    | Francia (bandiera) | D     | Marcel Nowak     |
|    | Francia (bandiera) | D     | Thadée Polak     |
|    | Francia (bandiera) | D     | Alexandre Viala  |

| N. |                           | Ruolo | Calciatore         |
| -- | ------------------------- | ----- | ------------------ |
|    | Francia (bandiera)        | C     | Michel Bossy       |
|    | Francia (bandiera)        | C     | Guy Hatchi         |
|    | Francia (bandiera)        | C     | Marcel Le Borgne   |
|    | Francia (bandiera)        | C     | Jean-Louis Rivoire |
|    | Francia (bandiera)        | A     | Stefan Akélian     |
|    | Francia (bandiera)        | A     | Nestor Combin      |
|    | Francia (bandiera)        | A     | Fleury Di Nallo    |
|    | Germania Ovest (bandiera) | A     | Kurt Linder        |
|    | Lussemburgo (bandiera)    | A     | Vic Nurenberg      |
|    | Francia (bandiera)        | A     | Ángel Rambert      |

## Risultati

### Coppa di Francia
| Colombes 12 maggio 1963 Finale | Monaco   | 0 – 0 (d.t.s.) | Olympique Lione | Stadio olimpico Yves du Manoir (32 923 spett.)\| Arbitro: \| Schwinte \| |
| Arbitro:                       | Schwinte |                |                 |                                                                          |

| Arbitro: | Schwinte |

|                         |           |  |
| Cossou 56’ Casolari 84’ | Marcatori |  |